# Walla Walla (ciutat)
Walla Walla o formalment Walla Walla City és la ciutat seu del comtat de Walla Walla a l'Estat de Washington. Segons el cens del 2000 tenia 29.686 habitants. El lloc també ha estat anomenat Steptoeville i Steptoe City. Alguns locals i nadius de Walla Walla sovint s'hi refereixen en forma de text amb "W2".
Sovint se'ls hi diu als viatgers a Walla Walla que és una "ciutat tan bonica que la van anomenar dues cops". L'eslògan va ser encunyat per Al Jolson, que havia visitat la ciutat a principis del 1900 al Keylor Grand Theatre. També havia dit el mateix de la ciutat de Nova York. La cita que es refereix a Walla Walla es trobava a The Jolson Story, un musical sobre la vida de l'animador.

Walla Walla en llengua nez percé significa "lloc de moltes aigües", perquè l'assentament original es trobava a la confluència dels rius Snake i Columbia.

## Demografia
Segons el cens del 2000 Walla Walla tenia 29.686 habitants, 10.596 habitatges, i 6.527 famílies. La densitat de població era de 1.059,3 habitants/km².
Dels 10.596 habitatges en un 30,6% hi vivien nens de menys de 18 anys, en un 46,4% hi vivien parelles casades, en un 11% dones solteres, i en un 38,4% no eren unitats familiars. En el 31,9% dels habitatges hi vivien persones soles el 15,1% de les quals corresponia a persones de 65 anys o més que vivien soles. El nombre mitjà de persones vivint en cada habitatge era de 2,44 i el nombre mitjà de persones que vivien en cada família era de 3,08.
Per edats la població es repartia de la següent manera: un 21,8% tenia menys de 18 anys, un 14,2% entre 18 i 24, un 26,5% entre 25 i 44, un 17,5% de 45 a 60 i un 20,1% 65 anys o més.
L'edat mediana era de 34 anys. Per cada 100 dones de 18 o més anys hi havia 109,1 homes.
Entorn del 13,1% de les famílies i el 18% de la població estaven per davall del llindar de pobresa.

## Poblacions properes
El següent diagrama mostra les poblacions més properes.